# Cleome hadramautica
Cleome hadramautica là một loài thực vật có hoa trong họ Màng màng. Loài này được Thulin mô tả khoa học đầu tiên năm 2002 publ. 2003.